# Unijazz
Unijazz je spolek, který vznikl jako občanské sdružení v roce 1987. Spolu s dalšími skupinami navázal na činnost Jazzové sekce. Sdružuje převážně zájemce o hudbu v návaznosti na další umělecké činnosti. Od roku 1991 vydává nekomerční měsíčník kulturní magazín UNI.

## Festivaly
Spolek pravidelně pořádá dva hudební festivaly v Boskovicích a v Praze.

### Boskovice
Festival probíhá v polovině července každoročně od roku 1993. Trvá čtyři dny. Zahrnuje koncerty, divadla, filmy a výstavy.

### Alternativa
Festival probíhá v listopadu nebo v prosinci každoročně od roku 1993 v Praze. Jedná se o jeden z největších festivalů zaměřených na alternativní a experimentální hudbu v Česku.

## Scény

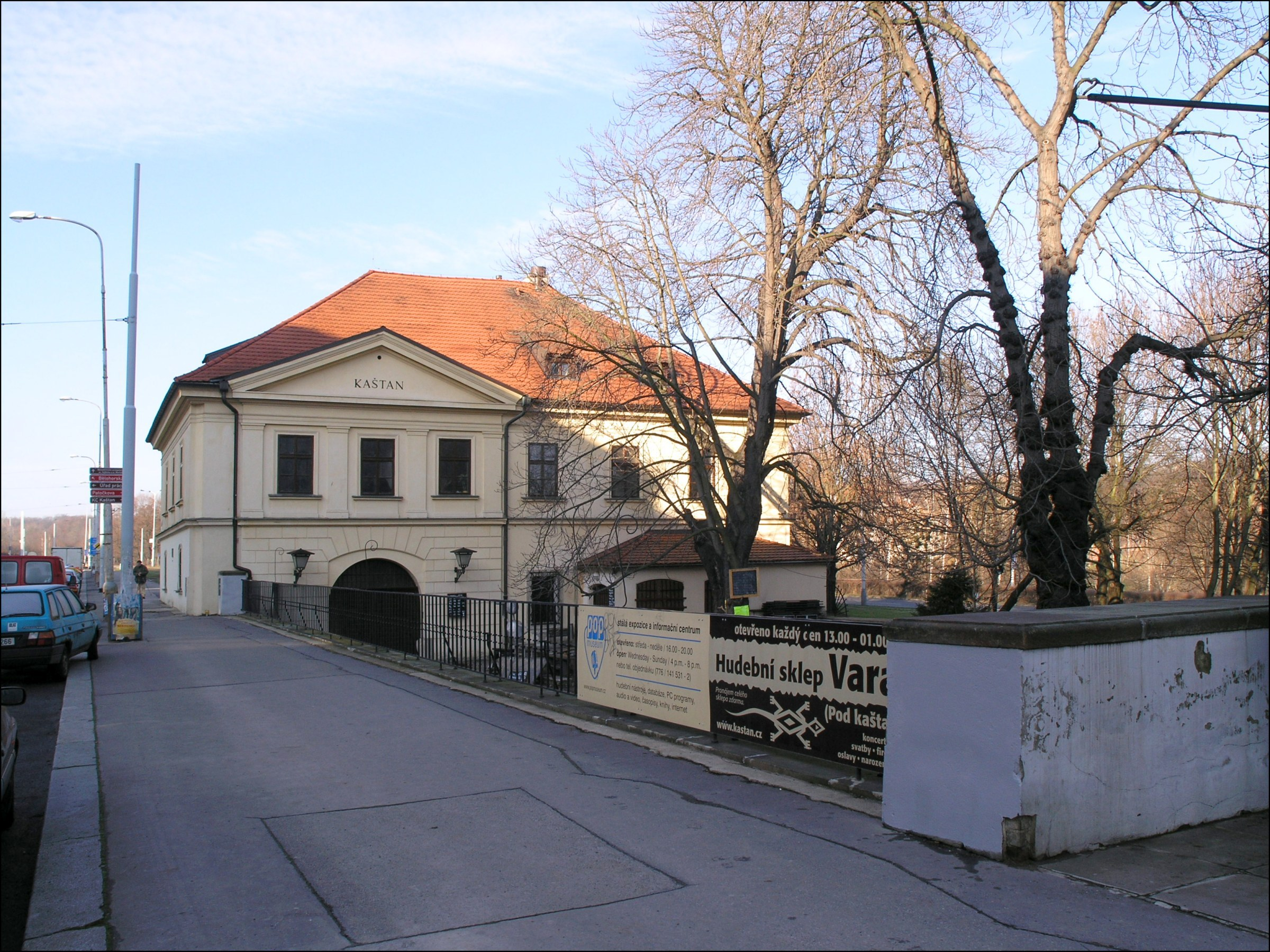
Hostinec U Kaštanu

### Čítárna

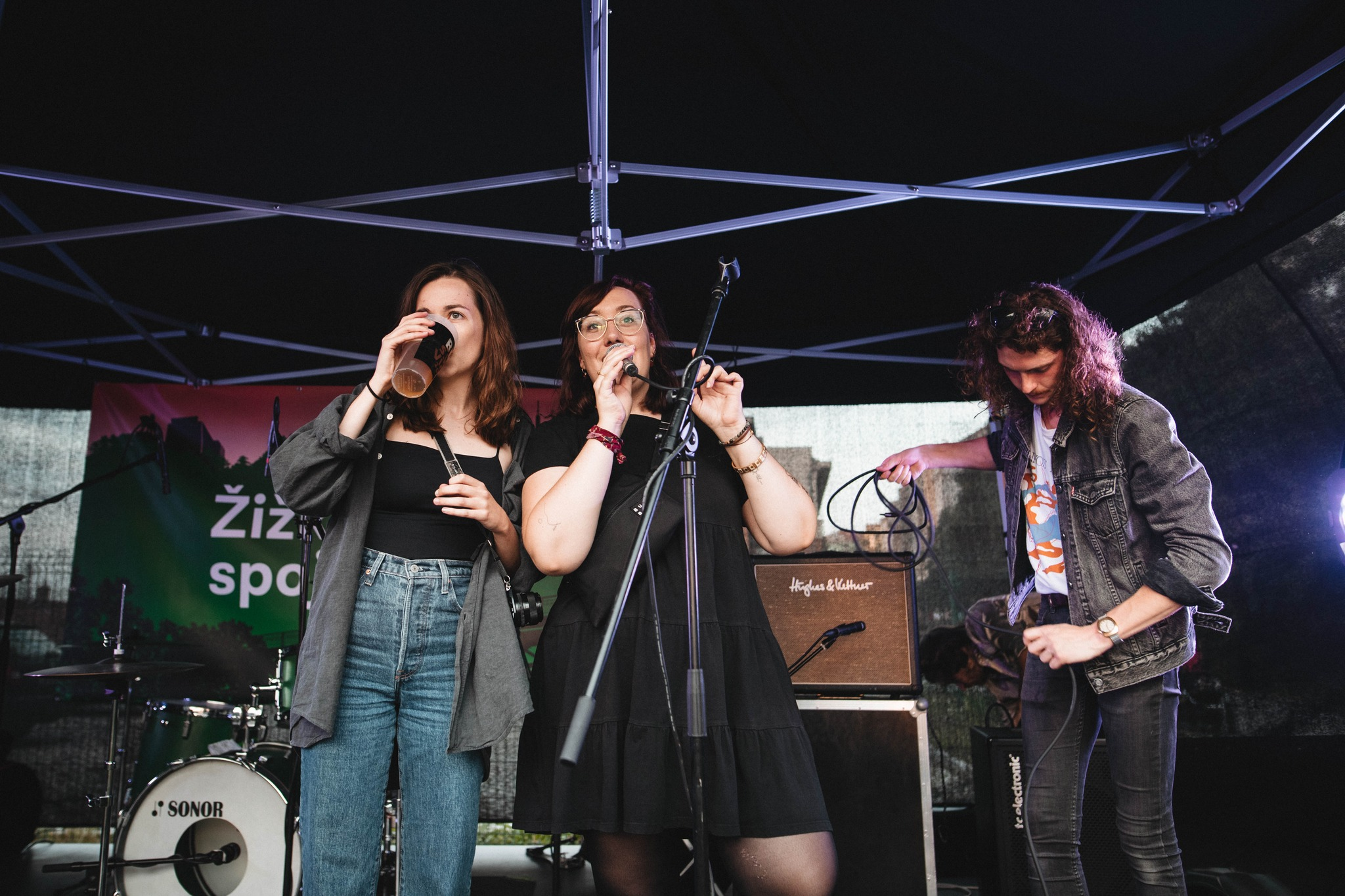
První výročí neotevření Čítárny Unijazz, září 2021. Foto: Kateřina Fialová

Čítárna a knihovna spolku sídlí v Jindřišské ulici v Praze 1. Je v provozu od roku 1997. Jsou v ní k dispozici knihy, periodika, katalogy a fanziny. Probíhají zde besedy s videoprojekcemi, autorská čtení a projekce 16mm filmů. Šachový klub Unichess zde pořádá od roku 2004 každý měsíc pravidelné šachové turnaje. V září 2018 bylo oznámeno, že prostory čítárny musí být do konce roku 2018 vyklizeny, budou rekonstruovány a po rekonstrukci budou sloužit jinému účelu. Klubu Unijazz byla smlouva o pronájmu prostor vypovězena. Aktuálně tým Čítárny Unijazz připravuje pořady v rámci projektu „Čítárna Unijazz na cestách“ ve spřátelených podnicích v Praze. Začátkem roku 2022 Čítárna otevře nový prostor v Krenovce (Husitská 22) na Žižkově, kde naváže na více než dvacetiletou tradici.

### Kaštan
Scéna v hostinci U Kaštanu slouží především k pořádání koncertů, ale také divadelní představení a filmové projekce. Šachový klub Unichess zde pořádá od roku 2004 každoročně na konci března šachový turnaj. V suterénu se nachází kavárna.

### Brno
Od roku 2015 má klub pobočku v Brně.